# Johann Bernhard Bach (le jeune)
Johann Bernhard Bach (le jeune, pour le distinguer de l'autre membre de la famille portant le même nom) (24 novembre 1700; 12 juin 1743) est un compositeur et organiste allemand. C'était un neveu de Johann Sebastian Bach.
Johann Bernhard est né et décédé à Ohrdruf. À partir de 1715, il a travaillé comme copiste pour son oncle. En 1721 il a succédé à son père, Johann Christoph Bach, au poste d'organiste à Saint Michel à Ohrdruf. La plupart de ses œuvres sont perdues.

## Sources
- (en) Cet article est partiellement ou en totalité issu de l’article de Wikipédia en anglais intitulé « Johann Bernhard Bach (the younger) » (voir la liste des auteurs).